# Susana Quintanilla
Susana Ruth Quintanilla Osorio, más conocida como Susana Quintanilla, (Ciudad de México, 18 de octubre de 1956) es una investigadora, pedagoga e historiadora de la educación. Sus aportaciones se centran en la historia intelectual de la educación pública, la investigación científica en México siglo XX, así como la novela histórica.

## Trayectoria académica
Realizó estudios de licenciatura, maestría y doctorado en pedagogía en la Facultad de Filosofía y Letras de la Universidad Nacional Autónoma de México. Es integrante del Comité de Evaluación de Revistas Científicas del Conahcyt, del Consejo Directivo del Consejo Mexicano de Investigación Educativa y del Foro Consultivo Científico y Tecnológico. Colaboró con Mary Kay Vaughan en una investigación sobre la reforma educativa socialista y formó parte del Seminario de Estudios de la Cultura en México, junto con Carlos Monsiváis, Álvaro Uribe, Eduardo Contreras, José Ortiz Monasterio, Rafael Pérez Gay, José Antonio Robles y Antonio Saborit.
Su campo de investigación ha resaltado por estudios sobre la historia de la educación en México, historiografía, historia intelectual, donde se ha especializado en el estudio de la formación de intelectuales y el desarrollo de la vida cultural en México durante el periodo de 1870-1940.

En relación con la historia de la educación señala:
(...) la historia de la educación es una ventana privilegiada para observar los mecanismos de reproducción y de transformación social. Ubicada necesariamente en el terreno de la interdisciplinariedad, conduce a problemas antes relegados, pero hoy vitales, como infancia, la condición de la mujer, el magisterio, la tecnología, el trabajo, la cultura, etc. 
Es investigadora y docente en el Departamento de Investigaciones Educativas del Centro de Investigación y de Estudios Avanzados del Instituto Politécnico Nacional desde 1984.

## Obras
Entre sus obras destacan:
- Quintanilla, S. (2012) A salto de mata. Martín Luis Guzmán en la Revolución mexicana, México, Tusquets Editores.
- Quintanilla, S. (2008) Nosotros: la juventud del Ateneo de México, México, Tusquets.
- Quintanilla, S. (2003) Recordar hacia el mañana. Creación y primeros años del Cinvestav, México, Cinvestav.

## Premios y reconocimientos
- Premio Bellas Artes de ensayo literario José Revueltas.
- (2009) Premio Francisco Javier Clavijero del INAH, mejor obra de investigación publicada en Historia y Etnohistoria.[1][4]